# Canthidium howdeni
Canthidium howdeni är en skalbaggsart som beskrevs av Kohlmann och M. Alma Solis 2006. Canthidium howdeni ingår i släktet Canthidium och familjen bladhorningar. Inga underarter finns listade.